# Madison midt imellem
|  | Denne artikel er oprettet af botten Steenthbot ud fra en ekstern database. Den kan derfor have sproglige fejl eller mangler. Denne skabelon kan fjernes efter kontrol af indholdet. |

Madison midt imellem er en dansk dokumentarfilm fra 2020 instrueret af Ulla Søe.

## Handling
Madison på 12 år er en pige, men hun kan bedst lide at være sammen med drenge og gå i drengetøj. Madison er meget dygtig til basket og spiller på drengeholdet, men det kan hun ikke blive ved med, for lige om lidt vil drengene vokse fra hende. Derfor skal Madison nu til finde ud af også at spille med pigerne og finde venner blandt dem. Madison har en tvillingesøster Laura, der går i samme klasse og også spiller basket. Men søstrene er ikke altid enige, for Laura og Madison er meget forskellige. Madison beslutter sig for at skifte til en elitesportsskole – et stort og selvstændigt skridt i ønsket om at finde sig selv og sin identitet.